# 大瓦利耶尔
大瓦利耶尔（法語：Vallières-les-Grandes，法語發音：[valjɛʁ le ɡʁɑ̃d]）是法国卢瓦-谢尔省的一个市镇，位于该省西部，和安德尔-卢瓦尔省接壤，属于布卢瓦区。

## 地理
大瓦利耶尔（47°25'22"N, 1°8'49"E）面积40.75 平方千米，位于法国中央-卢瓦尔河谷大区卢瓦-谢尔省，该省份为法国中北部省份，北起厄尔-卢瓦省，东北接卢瓦雷省，东南接谢尔省，南至安德尔省，西南接安德尔-卢瓦尔省，西北接萨尔特省。
与大瓦利耶尔接壤的市镇（或旧市镇、城区）包括：图赖讷地区苏维尼、图赖讷地区希赛、卢瓦尔河畔肖蒙、蓬勒瓦、莫讷、卢瓦尔河畔里伊、蒙特里沙尔-瓦勒德谢尔。

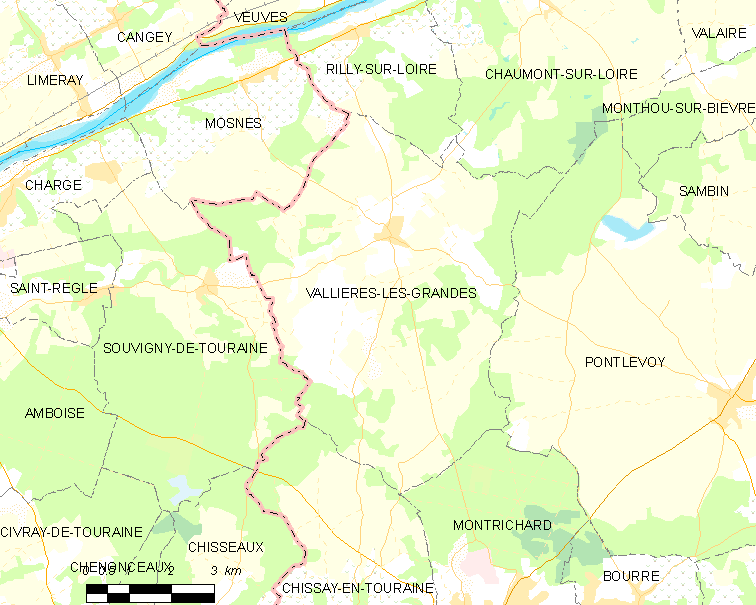
大瓦利耶尔的OSM定位图

大瓦利耶尔的时区为UTC+01:00、UTC+02:00（夏令时）。

## 行政
大瓦利耶尔的邮政编码为41400，INSEE市镇编码为41267。

## 政治
大瓦利耶尔所属的省级选区为蒙特里沙尔-瓦勒德谢尔县。

## 人口

1962-2008年间大瓦利耶尔人口变化图示

大瓦利耶尔于2022年1月1日时的人口数量为944人。